# بريان هولاند
بريان هولاند (بالإنجليزية: Dexter Holland)‏ (و. 1965  م) هو مغني، ومعلوماني حيوي ‏، وموسيقي، وعازف قيثارة، وعالم فيروسات، من الولايات المتحدة، ولد في غاردين غروفي، أورانج، كاليفورنيا.

## التعليم
تعلم في جامعة كاليفورنيا الجنوبية، ومدرسة كيك للطب بجامعة كاليفورنيا الجنوبية.

## وصلات خارجية
- بريان هولاند على موقع IMDb (الإنجليزية)
- بريان هولاند على موقع روتن توميتوز (الإنجليزية)
- بريان هولاند على موقع ميوزك برينز (الإنجليزية)
- بريان هولاند على موقع إن إن دي بي (الإنجليزية)
- بريان هولاند على موقع أول ميوزيك (الإنجليزية)
- بريان هولاند على موقع ديسكوغز (الإنجليزية)
- بريان هولاند على موقع قاعدة بيانات الفيلم (الإنجليزية)